# Fiat Siena
Fiat Siena är en mindre sedanmodell som presenterades 1996.

## Fiat Siena (1996-2018)
Fiat Siena bygger på världsbilen Fiat Palio som tillverkas både i Sydamerika och Europa. Huvudmarknaderna för denna modell finns i Tredje världen och Östeuropa och därför är Siena enkelt uppbyggd för att hålla produktionskostnader nere. År 2002 ansiktslyftes modellen och fick då namnet Fiat Albea. Fiat Siena har aldrig marknadsförts i Sverige.
Fiat Siena licenstillverkas i Nordkorea av Pyeonghwa Motors under modellnamnet Pyeonghwa Hwiparam.

## Fiat Grand Siena (2012- )
Under 2012 introducerade Fiats brasilianska dotterbolag en ny generation Siena. Bilen finns även med halvkombikaross som Novo Palio.